# 병역판정검사
병역판정검사(兵役判定檢査)는 대한민국의 병역 제도에 있어 징병검사의 법률상 명칭이다. 병역판정검사라는 명칭은 2016년 5월 29일에 개정된 병역법에 의해 같은 해 11월 30일부터 사용되고 있다.
2024년부터 신체등급 4급을 맞아도 본인 희망에 따라 현역으로 갈 수 있다. 이 경우 높은 확률(학력에 따라 1~4순위. 대학 학력은 4순위)로 상근예비역에 추첨될 수 있다(본인 희망에 따라 현역 가능).

## 내용
- 2016년 11월 30일부터는 징병검사는 "병역판정검사"로[1], 제1국민역은 "병역준비역"으로, 제2국민역은 "전시근로역"으로 명칭이 변경되었다.
- 징집병으로서의 신체검사와 선발은 육군, 해군, 해병대, 공군 병지원자 모두 지방병무청에서 실시한다. 그 외에는 각 군에서 주관하며, 별도로 정밀신체검사와 체력검정을 받는다.
- 대한민국 국민 중 모든 남성은 18세부터 병역준비역[2]에 편입된다. 이듬해 병역법 제8조에 의해, 만 19세 생일 이후로 병역 역종을 판정받기 위하여 대한민국 병무청으로부터 병역판정검사를 받는다.
- 여성의 경우에는 본인의 지원에 한하여만 병역 의무를 부과하고 있기 때문에, 민방위대에도 소속되지 않는다.
- 병역판정검사, 즉 신체등급 (역종판정)에 있어 같은 병명에도 "징병", "전역", "전시"로 3가지 다른 평가기준이 있다. 그러나 "징병" 기준과 "전역" 기준은 동일한 경우가 많으며 "전시" 기준은 다르다.[3]
- 맨 처음 받는 의무 신검에 한하여 식비 7,000원/1식, 교통비 132원/Km, 그 외 편도 2시간이나 120Km 이상 떨어져 있는 경우에 지급되는 숙박비는 50,000원/1박이다. (공무원 여비규정 준용)
- "전시"기준은 전시 등 국가비상사태의 경우에 적용되는 기준을 말한다.
  - 이 경우 보충역과 전시근로역 모두 군에 편성된다.
  - 원래 보충역은 현역 복무가 가능하다고 판정되는 자들이므로 현역에 준하여 군에 소속되며, 현역과 마찬가지로 장교와 준사관(준위), 부사관, 병으로 구성된다.
  - 전시근로역도 전시근로소집(민방위대)으로서 마찬가지로 군에 소속된다. 부사관과 병으로 구성된다.
  - 전시에 민방위대는 만 40세에서 만 45세로 5년 연장된다.
- 여성은 지원에 의하여 현역 및 예비역으로만 복무할 수 있다.
- 병역의무 및 지원은 인종, 피부색 등을 이유로 차별하여서는 아니되므로, 귀화자(전시근로역으로 판정)가 아닌 혼혈도 병역판정검사 결과에 따라 현역 등으로 동일하게 복무하여야 한다.
- 한편 6년 이상의 징역을 선고받은 사람은 병역에 복무할 수 없으며 병적에서 제적된다.
- 기타 "병역감면"으로서 1~7급 신체등급과 무관하게 보충역이나 전시근로역으로 판정받는 경우도 있다.

### 신체 판정 등급 검사
- 병역판정 신체검사 등 검사규칙
- 신체검사 결과에 따라 7개의 등급(1,2,3,4,5,6,7급)으로 나누어 등급에 따라 역종을 분류한다. 1~4급은 합격, 5~7급은 불합격이다.(병역법 제12조제1항, 제14조제1호)
  - 1~4급: 현역 또는 보충역. 이 기준에 따른 현역과 보충역 기준은 병무청 내부 규정으로 정한다.
  - 5급: 전시근로역. 현역 또는 보충역 복무를 할 수 없으나 전시근로역 복무를 할 수 있는 사람.
  - 6급: 병역면제. 질병이나 심신장애로 병역을 감당할 수 없는 사람.
  - 7급: 재검사. 질병이나 심신장애로 1~6급 판정이 어려운 사람.
- 정신 상태 검정을 위한 200개의 문답 검사도 시행한다.
- 신체 등급외에 기타 자질 문제로도 역종을 올리거나 내려서 현역 외에 보충역과 전시근로역, 병역면제 판정을 받을 수 있다. 이때 급수는 신체 급수를 따른다. (예 : 1급 보충역)
- 병무청에서의 신체검사 이외 기초군사교육을 받으러 훈련소에 갈 때도 다시 한번 신체검사를 받는다. 그러나 이 때 불합격 판정을 받을 경우 역종 변경을 하지 않고, 단지 귀가 조치를 내릴 뿐이다. 역종 변경은 오직 민간인 병무청 소관이다.
  - 현역병의 경우 1~3급 현역, 4급 보충역, 5급 전시근로역, 6급 병역면제에 해당하는지 판정한다.
  - 보충역 (3주 간 훈련)의 경우는 자신이 아프다고 생각할 경우 희망자에 한하여 당 시점에 훈련을 받을 수 있는지만 검사한다.

#### 현역
- 현역(現役)은 각 군대에 징병 혹은 지원에 의하여 상비군에 편입되어 군복무하는 형태의 병역과 그 병역에 복무하는 군인이다. 직업군인도 포함된다(여군도). 여군은 전역 개념 없이, 제대할 경우 바로 퇴역한다. 따라서 예비군에는 여군은 군무원으로만 복무한다.
- 신체적 결함이 없거나, 있어도 그 정도가 중하지 않아 현역 복무에 지장이 없을 정도면 1~3급으로 판정하고 현역으로 분류되어 군 복무를 하게 된다. 현역 분류자들은 기본적으로 육군 병에 징집 된다.[4] 2010년 시행되는 병역판정검사 기준 대한민국 남성 중 약 92%가 현역병 입영대상이 된다.
  - 이들은 해군, 공군, 해병대에 지원 가능하다. 또한 산업기능요원, 전문연구요원, 승선근무예비역 등에도 지원 가능하다.
- 과거 경찰대학 졸업생은 전투경찰 부대 소대장으로 육군 병의 복무기간 동안 병역을 이행하도록 되어 있었다. 지금은 전환복무 제도가 폐지되어 병역 혜택이 없다.
- 고등학교이상 학교의 재학생이나 (박사, 사법연수원과정 학생 포함), 대학수학능력시험, 공공기관 공개경쟁채용시험 준비생들은 학업을 마치고 군대에 복무하도록 배려하여, 특정 연령까지 연기된 후 입영통지를 받을 수 있다.
- 2010년부터 현역 복무 중 신체등급 4급 판정을 받으면 사회복무요원으로 편입되어 나머지 사회복무요원으로서의 복무기간을 채우면 된다.
- 대한민국의 병역은 징병제(징모혼합제)이다.
  - 따라서 육군 병은 징병에 의하여 병력을 충당하는 데 비해, 육군 기술특기병, 해군, 공군, 해병대의 모든 병과 하사 이상의 모든 부사관, 준사관, 장교는 지원에 의하여 병력을 충당한다.
  - 그러나 모든 면에서 징집병과 모집병은 동일하다. 따라서 병의 경우 완전한 의미의 모병제는 아니다.
- 전역은 현역에서 예비역으로 전환될 때 주로 쓰이나, 현역에서 보충역이나 전시근로역으로, 혹은 전시에 보충역에서 현역이나 전시근로역, 마찬가지로 전시근로역에서 현역이나 보충역으로 전환될 때에도 쓰인다.

##### 상근예비역
- 상근예비역은 예비역이나 군인 신분이다. 육군은 5주, 해군(해군교육사령부) 5주, 해병대(해병대 교육단)은 7주 간의 기초군사교육 수료 후 향토방위 업무를 수행하는 군부대나 예비군 중대에서 육군 현역병과 동일한 기간 동안 집에서 출·퇴근하며 근무 후 복무기간이 끝나면 전역증을 받고 '전역' 하도록 하는 제도이다.
- 상근예비역 소집대상자는 각 지방 병무청장이 군소요 제기지역에 거주하는 현역병 입영 대상자 중 거주지별로 신체등급, 학력 등 자질을 고려하여 선발하고 있다.
  - 선발 1순위는 수형자(6개월 미만 징역, 1년 미만의 집행유예를 선고 받은 사람), 자녀가 있는 자[5](단 의·치의·한의·수의과 대학을 졸업한 자, 혹은 졸업예정자나 박사 학위 과정 입학 이상의 학력자는 제외), 6개월 이상 소년원 재원 전력자로서 가족이 없는 사람, 숙식제공 능력이 없는 가족만 있는 사람이며, 2순위부터는 신체등급가 낮을수록, 학력이 낮을수록 높은 우선순위로, 해당 지역에서 필요한 인원만큼 선발하게 된다.
  - 자녀가 있는 자[5], 6개월 이상 소년원 재원 전력자로서 가족이 없는 사람, 숙식제공 능력이 없는 가족만 있는 사람에 한하여 상근예비역 복무를 원하는 사람은 상근예비역소집 대상자 선발 신청서를 지방병무청장에게 제출하여야 한다.
- 본인 지원에 의하지 않고 병무청 직권으로 차출하기 때문에, 복무기간은 일반 해군 현역병과 달리 육군 기준이다.
  - 물론 본인 희망에 따라 상근예비역 지정을 취소할 수 있다.
- 학력, 연령, 거주지 등에 따라 직권으로 선발되거나, 자녀가 있는 자[5] 나 생계곤란자는 소집출원을 신청할 수 있다.
- 재학생 입영신청을 하지 않은 상태에서 자동으로 상근예비역 통지서가 온다. 이미 입대일자를 선택하면 선발에서 제외된다.
- 2010년부터 현역병과 마찬가지로, 상근예비역도 복무 중 신체등급 4급 판정을 받으면 사회복무요원으로 편입되어 나머지 사회복무요원으로서의 복무기간을 채우면 된다. 그러나 복무기간은 길게는 육군 기준 3개월 더 길어진다.
- 상근예비역, 사회복무요원, 예술체육요원은 “피부양자”로 간주된다. 즉 가족 중 타인이 부양해주어야 하며, 그럴 형편이 못 되는 경우 전시근로역으로 감면해주는 것이다.
- 상근예비역의 기준은 무조건 1순위 자녀가 있는 자[5] 나 수형자(현역입대 대상자로서 6개월 미만의 징역이나 1년 미만의 집행유예 선고자), 2순위 초등학교 중퇴 미만 등 저학력, 3순위 신체급수가 3급에 가까운 경우, 이 3가지에 국한된다.

#### 보충역
- 보충역(補充役)은 대한민국에서 현역, 즉 군대에서의 복무가 가능하다고 판정된 징병대상자중 병력수급으로 남는 인력으로서 현역에 편입되지 않고, 평시 다르게 복무하도록 되어있는 병역 제도이다. 흔히 언론에서 일컬어지는 '현역병'이나 '군가산점' 등의 경우, 실역(實役)의 의미로서, 현역과 보충역 모두 이르는 말이다.

- "병역감면"으로서 1~6급 신체등급과 무관하게 보충역이나 전시근로역으로 판정받는 경우도 있다.

1. 공무 중 사망(전사나 순직)하거나 6급 이상의 장애를 입은 군인이나 경찰의 자나 형제 중 1인에 한하여 사회복무요원으로서 6개월만 복무한다(기초군사교육 포함). 이후 바로 예비군에 편성된다.
2. 6개월 이상 1년 6개월 미만의 징역 또는 1년 이상의 집행유예를 선고받은 사람.

- 이들의 병적은 육군 이등병 소총이며, 3주 간 논산 육군훈련소 등에서 기초군사교육 후 각 지방 병무청 소속 사회복무요원으로 분류된다.
  - 보충역의 기초군사교육은 병역법 기준 60일 내, 공익근무요원 소집업무 기준 30일 이내이다. 한편 보충역 예비군들 중 전시 120일 기간 내에 교육을 통하여 장교나 부사관으로 진급될 수 있다. 군인사법 상 보충역은 장교, 부사관, 병으로 구성되어 있다.
- 1991년 이후 출생자로서 정신과 질환사유로 신체등급 4급 보충역에 편입된 사람 및 문신 또는 자해로 인한 반흔 등의 사유로 4급 판정을 받은 사람 중 정신과 3급이 포함된 사람은 4주 간의 기초군사교육이 면제된다. 따라서 사회복무요원 복무만료 후에는 전시근로역과 마찬가지로 전시근로소집대상이 되어 예비군 훈련 없이 바로 민방위로 편성된다.[6]
- 2013년부터 중학교 중퇴 이하 학력자의 보충역 처분이 폐지되어 다른 이들과 동일하게 처분되었으나, 2015년부터 고등학교 중퇴 이하는 보충역으로 처분된다.
- 다만 신체적 결함일 경우에만 4급이며, 수형으로서 편입된 경우는 역종을 내린 것으로 간주되어 신체검사 결과에 따라 1~3급이다. 6개월 이상~1년 6개월 미만의 징역이나 1년 이상의 집행유예가 해당된다.
- 전역 후 보충역 육군 이등병 소총으로서 예비군에 편입된다. 복무기간 중 3주 간 기초군사교육을 받게 되는데, 그 기간만큼은 군인으로서 이등병 계급이 부여되기 때문이다.
- 보충역도 역시 고등학교이상 학교의 재학생이나 (박사과정과 사법연수원생 포함), 수학능력시험, 공공기관 공개경쟁채용시험 준비생들은 학업을 마치고 병역을 이행하도록 배려하여, 입영통지가 연기받을 수 있다.
- 흔히 언론에서 일컬어지는 '현역병'이나 '군가산점' 등의 경우, 실역(實役)의 의미로서, 현역과 보충역을 모두 이르는 말이다.
- 한편 전역은 현역에서 예비역으로 전환될 때 주로 쓰이나, 현역에서 보충역이나 전시근로역으로, 혹은 전시에 보충역에서 현역이나 전시근로역, 마찬가지로 전시근로역에서 현역이나 보충역으로 전환될 때에도 쓰인다.
- 상근예비역, 사회복무요원, 예술체육요원은 "피부양자"로 간주된다. 즉 가족 중 타인이 부양해주어야 하며, 그럴 형편이 못 되는 경우 전시근로역으로 감면해주는 것이다.

#### 전시근로역
- 사회복무제도에 따라 2012년 이후 기초군사교육과 예비군 복무 없이, 사회복무요원이나 다른 산업기능요원 등 기존 보충역의 병역을 수행하도록 할 계획에 있다.
- 심신상의 이유나 기타 자질로 전시에 군인으로서의 복무가 불가능한 자들을 '전시근로역'으로 분류된다.
  - 마찬가지로 신체적 결함일 경우에만 5급이며, 다른 이유로는 역종을 내린 것으로 간주되어 1~4급이다.
- 전시근로역은 병역대상자인 남성 중 평시에는 기초군사교육이나 예비군 없이 민방위대로만 소집되며, 전시에만 물자운반 등 군인으로 동원되는 병역으로 완전한 병역면제가 아니다. 부사관과 병으로 구성되도록 되어있다. 장교는 없이 부사관과 병으로 구성되도록 되어있다.[7]
  - 현행 병역법 상 평시에는 민방위대 소집 뿐, 기초군사교육은 없다. 그러나 보충역과 마찬가지로 병역법 상 기초군사교육을 보충역에 준하여 소집 가능하다.
- 한편 전역은 현역에서 예비역으로 전환될 때 주로 쓰이나, 현역에서 보충역이나 전시근로역으로, 혹은 전시에 보충역에서 현역이나 전시근로역, 마찬가지로 전시근로역에서 현역이나 보충역으로 전환될 때에도 쓰인다.

##### 심신상의 이유로전시근로역편입
- 팔꿈치 또는 무릎이 구부러지는 각도가 30도 이하인 자. 30도 이상 구부러질 경우 현역 입영 대상자가 된다.
- 엄지 혹은 검지의 근위지절 혹은 2개 이상 손가락이 근위지절 이상 절단된 자.
- 치아가 없는 자.
- 머리에 뼈가 없는 자. 이런 사람은 꿀밤맞는 정도로도 사망할 수 있기 때문에 위험해서 병역이 면제된다.
- 신장이 140cm~145cm인자.
- 병원의 진단서에 의해 정신질환자로 판명된 자 중 1달 이상 입원 또는 6개월[8] 이상 치료받는 자 중 그 정도가 심한 사람.

##### 기타 자질로 인한 전시근로역 편입
- “병역감면”으로서 1~6급 신체등급과 무관하게 보충역이나 전시근로역으로 판정받는 경우도 있다.

1. 본인이 아니면 가족의 생계를 유지할 수 없는 사람에 대하여 가족의 부양비율, 재산액(2022년 기준 8,630만원 이하), 월수입액(보건복지부 최저생계비에 따라 1인 가구는 777,925원, 2인 가구는 1,304,034원 등 3가지 기준에 모두 해당되는 경우. 상근예비역, 사회복무요원, 예술체육요원은 "피부양자"로 간주된다. 즉 가족 중 타인이 부양해 주어야 하며, 그럴 형편이 못 되는 경우 전시근로역으로 감면해주는 것이다.
2. 성전환하여 가족관계등록부 상 여성에서 남성으로 성별이 정정된 사람(트랜스남성)
3. 1년 6개월 이상 6년 미만의 징역 선고자. 1심, 2심, 3심 등 최종판결에 따름. 예비역의 경우도 수형 사유로 전시근로역에 편입될 수 있다. 현역 복무 중 이었을 경우 전역 당시의 계급에 따른다.
4. 가족관계등록부상 부모를 알 수 없는 경우. 13세 이전에 부모가 사망하고 부양할 가족이 없는 경우. 혹은 18세 미만 중 아동양육시설, 아동보호치료시설, 아동직업훈련시설 및 공동생활가정에 5년 이상 보호되었던 경우.
5. 귀화에 의하여 대한민국 국적을 취득한 사람.

- 2011년부터, 1991년 12월 31일 이후에 출생한 외관 상 식별이 명확한 혼혈인이라도 전시근로역으로 편입되지 않는다.[9]

#### 병역면제
- 병역면제(兵役免除)는 징병대상자에 대한 병역의무의 부과를 면제하는 일이다.
- 전시근로역과 달리 평시와 전시 모두 민방위대(전시근로) 등 병역이 면제된다.
- 징병제 국가에 따라 병역면제대상자가 있다. 의사, 성직자, 운동선수, 연예인 등 특정한 직업에 종사하는 징병대상자, 일정한 학력이상의 고학력자를 병역면제하여 주기도 한다. 또한 징병대상자로부터 병역세를 받고 병역을 면제하여 주기도 한다. (터키나 시리아, 몽골) 다만 대한민국에서 운동선수의 자격으로 병역이 면제되기 위해서는 예술체육요원의 기준에 준한다.
  - 대부분의 국가들이 일정한 질병을 앓는 징병대상자를 병역 면제해주는 점에서는 동일하다.
- 병역면제는 여성과 동일한 경우라고 할 수 있겠으나 여성은 명백히 전시근로역에 포함된다.
- 1999년 이전에는 신장, 체중의 미달, 초과나 근시 등 약시에 의한 전시근로역 판정이 있었으나 1997년 대통령선거에서 이회창 아들의 체중미달에 의한 병역파동 이후 폐지되어 없어졌다.
- 지나친 신장의 미달(난쟁이)의 징병대상자들만 완전한 병역면제(신체등급 6급)판정을 받는다.
- 대한민국에서는 평시 민방위대 훈련을 받는 전시근로역이나 심지어 보충역인 예술체육요원도 병역면제로 일컫는다.
- 장애인 보호법 상 1~6급 중 1급에 가까운 중증장애인은 6급 병역면제로 판정하여 평시의 병역은 물론이고 전시에도 병역이 면제된다.
  - 마찬가지로 신체적 결함일 경우에만 6급이다.
- 신체등급과 상관없이 병역면제 판정을 받는 경우 (전시근로역이 아니다)

1. 군사분계선 이북 지역 (북한)으로부터 이주해온 경우에는 병역면제.
2. 6년 이상의 징역 등 실형을 신고받은 경우 (이 경우 병적에서 제적됨)

#### 재검사
- 신체검사 시 이상이 있거나 질병 치료 등의 사유로 당장에 판정을 내리기가 곤란한 경우 7급 재검사대상으로 판정하여 치료 기간을 주고 해당 기간이 끝나면 해당 질병에 대해 1년 이내 재병역판정검사를 실시하여 판정을 내린다.
- 단 같은 사유로 7급을 받는 것이 2년을 초과한 경우에는 전시근로역에 편입된다

- 제외 대상
  - 이미 재병역판정검사를 받은 사람 (1회만 실시함)
  - 신체판정 이외 사유로 보충역에 편입된 사람 (부모,형제의 전공상에 따른 1인, 또는 수형사유로 보충역에 편입된 사람)
- 대상자가 신체검사 결과에 문제가 있다고 생각되면, 다시 신체검사를 신청할 수 있다. 병사용 진단서나 엑스레이 필름 등 객관적인 자료를 제출하여 징병전담의사가 인정하면, 신체등급 급수를 올리거나 내려서 역종을 변경할 수 있다. 지방병무청에서 5급 전시근로역이나 6급 병역면제로 판정받았을 경우, 대구경북지방병무청에 소재한 중앙신체검사소에서 다시 한번검사를 받아야 한다.

### 연령에 따른 병역 감면
- 병역판정검사, 현역병 입영 또는 보충역 소집 의무는 36세부터 면제되며, 면제된 사람은 전시근로역에 편입한다.
  - 이에 따라 36세 이상인 현역병 대상자는 사회복무요원으로 복무하게 할 수 있다.
- 다만, 다음 사람은 38세부터 면제된다.
  - 정당한 사유 없이 병역판정검사, 현역병 입영 또는 보충역 소집을 기피한 사실이 있거나 기피하고 있는 사람과 행방을 알 수 없었거나 알 수 없는 사람
  - 승선근무예비역, 사회복무요원, 공중보건의사·징병전담의사·공익법무관 또는 공중방역수의사의 편입이 취소된 사람
  - 전문연구요원 또는 산업기능요원의 편입이 취소된 사람
  - 의무·법무·군종·수의사관후보생의 병적에서 제적된 사람
  - 병역판정검사 또는 입영 등이 연기된 사람
  - 보충역에 편입, 혹은 사회복무요원 소집이 해제되거나, 그 처분이 취소된 사람.
  - 허가를 받지 아니하고 출국한 사람, 국외에서 체류하고 있는 사람 또는 정당한 사유 없이 허가된 기간에 귀국하지 아니한 사람
  - 거짓이나 그 밖의 부정한 방법으로 보충역·병역면제·전시근로역 처분을 받고 그 처분이 취소된 사람
  - 국적회복허가를 받아 대한민국의 국적을 취득한 사람. 다만, 귀화에 의하여 대한민국의 국적을 취득한 사람은 제외.
  - 29세 이후에 병무청장 또는 지방병무청장(병무지청장을 포함한다)을 피고로 행정소송을 제기하여 패소의 판결이 확정된 사람
- 현역·예비역·보충역의 병과 전시근로역의 병역의무는 40세까지로 하고, 예비역·보충역의 장교 및 부사관의 병역의무는 「군인사법」에 따른 그 계급의 연령정년이 되는 해까지로 한다.
  - 병역의무기간을 마치면 장교 및 부사관의 경우는 퇴역이 되고, 병의 경우는 면역이 된다.

### 확인신체검사
- 어느 하나에 해당하는지 여부를 다음 각 호와 같이 확인한다. 다만, 필요하다고 인정되는 경우 병무청이 직접 확인할 수 있다.
- 어느 하나에 해당되는 사람에 대하여는 진료기록이나 치료내역, 확인신체검사 대상자 및 관련자 면담 등 사실관계를 조사한 후 확인신체검사 대상여부를 결정한다.
- 확인신체검사 통지서를 송달받은 사람은 지정된 일시 및 장소에서 확인신체검사를 받아야 한다.
- 확인신체검사를 할 때에는 병역면탈이 의심되는 질환의 신체등급만 판정하고 병역처분은 하지 않는다.
- 확인신체검사 시 신체등급판정기준은 병역면탈이 의심되는 병역처분 당시의 것을 적용한다.
- 병역면탈행위가 위법하다고 확정된 사람에 대하여는 병역면탈행위에 근거한 병역처분을 취소하고, 다시 병역판정검사를 한 후 그 결과에 따라 병역처분을 한다.
- 그럼에도 현역/상근예비역/보충역 복무를 마친 경우나 전시근로역[11]에 편입된 경우에는 병역처분이 변경되거나 병역면제 처분을 받은 사람에게는 병역면탈행위에 근거한 병역처분을 취소하고, 병역판정검사를 하지 아니하고 병역면탈행위에 근거한 병역처분 직전의 신분으로 병역처분한다.
- 병역면탈행위가 위법하다고 확정된 사람에게 다시 병역판정검사를 실시하여야 하며, 이 경우 다시 병역판정검사를 실시하는 해의 병역처분기준을 적용한다.

- 안과 또는 정신과 질환을 사유로 5급 전시근로역 또는 6급 병역면제 처분을 받은 사람의 신규 운전면허 취득 및 운전면허 수시 적성검사 합격여부를 연 1회 이상 경찰청 등에 조회 및 확인.
- 정신과 질환을 사유로 5급 전시근로역 또는 6급 병역면제 처분을 받은 사람이 관련 법령에 따라 취득할 수 없는 각종 자격·면허 취득여부[12]를 연 1회 이상 유관기관에 조회 및 확인.
- 병역처분 이후 계속 치료를 받아야 하는 질환[13]에 해당하는 사람이 필수적인 치료를 중단했는지 여부를 유관기관에 연 1회 이상 조사 및 확인.
- 그 밖에 진단서 위조 또는 병역면탈 의심 제보 등에 의해 병역면탈의 증거가 있거나 가능성이 높다고 인정되는 사람의 병역면탈 증거자료 조사 및 확인.

### 신체 이외의 검사

#### 주특기지정
- 학력이나 국가기술자격, 국가전문자격, 국가공인민간자격의 취득 현황을 실시간으로 만 18세 이상~예비군 8년차까지 유관기관으로부터 보고받아 주특기에 반영한다. 단, 계급에는 반영하지 않는다.
- 학력과 자질에 따라 학사 이수후 임관하는 학군사관(ROTC)과 학사사관(군장학생 포함)제도가 있다.
- 군의관제도가 있다. 수련과정 수료에 따라 레지던트는 중위, 전문의는 대위로 임관한다.
- 또한, 5급공채시험에 합격한 자 중 현역병 대상자는 학력에 관계없이 기본병과장교로 임용될 수 있다. 이들은 자신이 합격한 직렬의 병과에 따른 군무에 종사하게 된다.
- 마찬가지로 사법시험 합격 후 사법연수원 연수를 마친 자도 군법무관으로 임용될 수 있다.
  - 다만 병역판정검사 결과 보충역인 경우, 5급공채(행정) 합격생은 사회복무요원, 사법시험 합격 후 사법연수원 졸업생은 공익법무관으로도 소집될 수 있다. 사회복무요원의 경우 변호사 자격증이 있으면 해당 복무분야에서 근무할 수 있다.
  - 물론 이들은 사회복무제도를 적용, 소집해제 이후 계급은 보충역 이등병이다. 단, 전시 120일 내에 교육을 통하여 소위나 하사로 진급시킬 수 있다.
- 한편, 전투경찰 소대장으로 복무한 경찰대학 졸업생은 육군 병장으로 분류된다.
  - 다만 이들은 졸업 후 처음 육군훈련소 입소일부터 병장이다. 또한 현직 경찰관으로서 예비군 훈련이 면제된다.

## 신체등급 및 학력에 따른 병역처분 기준
- 신체등급과 학력에 따른 병역처분 기준은 해마다 바뀌어 왔다. 병역처분 기준 연혁은 아래와 같다.

### 2021년이후
- 학력제한이 폐지되어 학력에 상관없이 1~7급 모두 현역으로 처분된다.

| 신체등급 | 신체등급 | 신체등급 | 신체등급 | 신체등급 | 신체등급 | 신체등급 |
| 1급      | 2급      | 3급      | 4급      | 5급      | 6급      | 7급      |
| -------- | -------- | -------- | -------- | -------- | -------- | -------- |
| 현역     | 현역     | 현역     | 현역     | 현역     | 현역     | 현역     |

### 2015년~2020년
- 고등학교 중퇴 이하 1~4급 모두 보충역으로 처분된다.

| 학력               | 신체등급 | 신체등급 | 신체등급 | 신체등급 | 신체등급   | 신체등급 | 신체등급 |
| 학력               | 1급      | 2급      | 3급      | 4급      | 5급        | 6급      | 7급      |
| ------------------ | -------- | -------- | -------- | -------- | ---------- | -------- | -------- |
| 대학 재학 이상     | 현역     | 현역     | 현역     | 보충역   | 전시근로역 | 병역면제 | 재검사   |
| 고등학교 졸업      | 현역     | 현역     | 현역     | 보충역   | 전시근로역 | 병역면제 | 재검사   |
| 고등학교 중퇴 이하 | 보충역   | 보충역   | 보충역   | 보충역   | 전시근로역 | 병역면제 | 재검사   |

### 2012년~2014년
- 중학교 중퇴 이하 학력자의 전시근로역 처분이 폐지되어 1~4급은 보충역으로 처분된다.

| 학력             | 신체등급 | 신체등급 | 신체등급 | 신체등급 | 신체등급   | 신체등급 | 신체등급 |
| 학력             | 1급      | 2급      | 3급      | 4급      | 5급        | 6급      | 7급      |
| ---------------- | -------- | -------- | -------- | -------- | ---------- | -------- | -------- |
| 대학 재학 이상   | 현역     | 현역     | 현역     | 보충역   | 전시근로역 | 병역면제 | 재검사   |
| 고등학교 졸업    | 현역     | 현역     | 현역     | 보충역   | 전시근로역 | 병역면제 | 재검사   |
| 고등학교 중퇴    | 현역     | 현역     | 현역     | 보충역   | 전시근로역 | 병역면제 | 재검사   |
| 중학교 졸업      | 현역     | 현역     | 현역     | 보충역   | 전시근로역 | 병역면제 | 재검사   |
| 중학교 중퇴 이하 | 보충역   | 보충역   | 보충역   | 보충역   | 전시근로역 | 병역면제 | 재검사   |

### 2006년~2011년
- 2006년 ~ 2011년 : 중학교 졸업 1급 ~ 3급은 현역, 4급은 보충역.

| 학력             | 신체등급   | 신체등급   | 신체등급   | 신체등급   | 신체등급   | 신체등급 | 신체등급 |
| 학력             | 1급        | 2급        | 3급        | 4급        | 5급        | 6급      | 7급      |
| ---------------- | ---------- | ---------- | ---------- | ---------- | ---------- | -------- | -------- |
| 대학 재학 이상   | 현역       | 현역       | 현역       | 보충역     | 전시근로역 | 병역면제 | 재검사   |
| 고등학교 졸업    | 현역       | 현역       | 현역       | 보충역     | 전시근로역 | 병역면제 | 재검사   |
| 고등학교 중퇴    | 현역       | 현역       | 현역       | 보충역     | 전시근로역 | 병역면제 | 재검사   |
| 중학교 졸업      | 현역       | 현역       | 현역       | 보충역     | 전시근로역 | 병역면제 | 재검사   |
| 중학교 중퇴 이하 | 전시근로역 | 전시근로역 | 전시근로역 | 전시근로역 | 전시근로역 | 병역면제 | 재검사   |

### 2005년
- 2005년 중 1년 간은 대학 재학 이상 중 4급도 현역으로 되었다가 이후 보충역으로 바뀌었다.
- 단, 일사부재리 원칙에 의해 기존 판정자들은 그대로 현역임.
- 그 외 1977년 ~ 1979년, 1992년, 1994년에도 대학 재학 이상 중 4급은 현역.

| 학력             | 신체등급   | 신체등급   | 신체등급   | 신체등급   | 신체등급   | 신체등급 | 신체등급 |
| 학력             | 1급        | 2급        | 3급        | 4급        | 5급        | 6급      | 7급      |
| ---------------- | ---------- | ---------- | ---------- | ---------- | ---------- | -------- | -------- |
| 대학 재학 이상   | 현역       | 현역       | 현역       | 현역       | 전시근로역 | 병역면제 | 재검사   |
| 고등학교 졸업    | 현역       | 현역       | 현역       | 보충역     | 전시근로역 | 병역면제 | 재검사   |
| 고등학교 중퇴    | 현역       | 현역       | 현역       | 보충역     | 전시근로역 | 병역면제 | 재검사   |
| 중학교 졸업      | 현역       | 현역       | 현역       | 보충역     | 전시근로역 | 병역면제 | 재검사   |
| 중학교 중퇴 이하 | 전시근로역 | 전시근로역 | 전시근로역 | 전시근로역 | 전시근로역 | 병역면제 | 재검사   |

### 2004년
- 2004년부터 2012년까지 중학교 졸업 이상 1급 ~ 3급은 현역. 2013년부터는 학력은 역종과 무관.
- 그 외 1973년, 1995년 ~ 1996년에도 중학교 졸업 이상 1급 ~ 3급은 현역으로 동일.

| 학력             | 신체등급   | 신체등급   | 신체등급   | 신체등급   | 신체등급   | 신체등급 | 신체등급 |
| 학력             | 1급        | 2급        | 3급        | 4급        | 5급        | 6급      | 7급      |
| ---------------- | ---------- | ---------- | ---------- | ---------- | ---------- | -------- | -------- |
| 대학 재학 이상   | 현역       | 현역       | 현역       | 보충역     | 전시근로역 | 병역면제 | 재검사   |
| 고등학교 졸업    | 현역       | 현역       | 현역       | 보충역     | 전시근로역 | 병역면제 | 재검사   |
| 고등학교 중퇴    | 현역       | 현역       | 현역       | 보충역     | 전시근로역 | 병역면제 | 재검사   |
| 중학교 졸업      | 현역       | 현역       | 현역       | 보충역     | 전시근로역 | 병역면제 | 재검사   |
| 중학교 중퇴 이하 | 전시근로역 | 전시근로역 | 전시근로역 | 전시근로역 | 전시근로역 | 병역면제 | 재검사   |

### 1998년~2003년
- 1998년 ~ 2003년까지 고등학교 졸업 이상 1급 ~ 3급은 현역.
- 2003년까지 중학교 졸업 이상과 고등학교 중퇴 이하 1급 ~ 4급은 보충역.
- 1999년 ~ 2011년까지 중학교 중퇴 이하는 병역판정검사 없이 전시근로역.
- 그 외 1993년에도 동일함.

| 학력             | 신체등급   | 신체등급   | 신체등급   | 신체등급   | 신체등급   | 신체등급 | 신체등급 |
| 학력             | 1급        | 2급        | 3급        | 4급        | 5급        | 6급      | 7급      |
| ---------------- | ---------- | ---------- | ---------- | ---------- | ---------- | -------- | -------- |
| 대학 재학 이상   | 현역       | 현역       | 현역       | 보충역     | 전시근로역 | 병역면제 | 재검사   |
| 고등학교 졸업    | 현역       | 현역       | 현역       | 보충역     | 전시근로역 | 병역면제 | 재검사   |
| 고등학교 중퇴    | 보충역     | 보충역     | 보충역     | 보충역     | 전시근로역 | 병역면제 | 재검사   |
| 중학교 졸업      | 보충역     | 보충역     | 보충역     | 보충역     | 전시근로역 | 병역면제 | 재검사   |
| 중학교 중퇴 이하 | 전시근로역 | 전시근로역 | 전시근로역 | 전시근로역 | 전시근로역 | 병역면제 | 재검사   |

### 1997년
- 1997년에는 중학교 졸업자인 1급 ~ 3급은 보충역.
- 고등학교 중퇴 이상 1급 ~ 3급은 현역.
- 1997년 6월 2일 고등학교 중퇴 이하 3급은 보충역으로 전환.
- 1998년 1월 1일 고등학교 중퇴 이하 2급은 보충역으로 전환.

| 학력             | 신체등급   | 신체등급   | 신체등급   | 신체등급   | 신체등급   | 신체등급 | 신체등급 |
| 학력             | 1급        | 2급        | 3급        | 4급        | 5급        | 6급      | 7급      |
| ---------------- | ---------- | ---------- | ---------- | ---------- | ---------- | -------- | -------- |
| 대학 재학 이상   | 현역       | 현역       | 현역       | 보충역     | 전시근로역 | 병역면제 | 재검사   |
| 고등학교 졸업    | 현역       | 현역       | 현역       | 보충역     | 전시근로역 | 병역면제 | 재검사   |
| 고등학교 중퇴    | 현역       | 현역       | 현역       | 보충역     | 전시근로역 | 병역면제 | 재검사   |
| 중학교 졸업      | 보충역     | 보충역     | 보충역     | 보충역     | 전시근로역 | 병역면제 | 재검사   |
| 중학교 중퇴 이하 | 전시근로역 | 전시근로역 | 전시근로역 | 전시근로역 | 전시근로역 | 병역면제 | 재검사   |

### 1995년~1996년
- 1995년 ~ 1996년까지 중학교 졸업 이상 1급 ~ 3급은 현역. 그 외 1973년, 2004년 이후에도 동일함.
- 1996년에 병역판정검사를 받은 사람 중 중학교 졸업 1급 ~ 3급은 보충역으로 전환(1996년 월일미상)

| 학력             | 신체등급   | 신체등급   | 신체등급   | 신체등급   | 신체등급   | 신체등급 | 신체등급 |
| 학력             | 1급        | 2급        | 3급        | 4급        | 5급        | 6급      | 7급      |
| ---------------- | ---------- | ---------- | ---------- | ---------- | ---------- | -------- | -------- |
| 대학 재학 이상   | 현역       | 현역       | 현역       | 보충역     | 전시근로역 | 병역면제 | 재검사   |
| 고등학교 졸업    | 현역       | 현역       | 현역       | 보충역     | 전시근로역 | 병역면제 | 재검사   |
| 고등학교 중퇴    | 현역       | 현역       | 현역       | 보충역     | 전시근로역 | 병역면제 | 재검사   |
| 중학교 졸업      | 현역       | 현역       | 현역       | 보충역     | 전시근로역 | 병역면제 | 재검사   |
| 중학교 중퇴 이하 | 전시근로역 | 전시근로역 | 전시근로역 | 전시근로역 | 전시근로역 | 병역면제 | 재검사   |

### 1994년
- 1977년 ~ 1979년, 1992년, 1994년, 2005년 : 대학 재학 이상 중 4급은 현역.
- 1994년 : 고등학교 졸업 이상 4급 현역.

| 학력             | 신체등급   | 신체등급   | 신체등급   | 신체등급   | 신체등급   | 신체등급 | 신체등급 |
| 학력             | 1급        | 2급        | 3급        | 4급        | 5급        | 6급      | 7급      |
| ---------------- | ---------- | ---------- | ---------- | ---------- | ---------- | -------- | -------- |
| 대학 재학 이상   | 현역       | 현역       | 현역       | 현역       | 전시근로역 | 병역면제 | 재검사   |
| 고등학교 졸업    | 현역       | 현역       | 현역       | 현역       | 전시근로역 | 병역면제 | 재검사   |
| 고등학교 중퇴    | 현역       | 보충역     | 보충역     | 보충역     | 전시근로역 | 병역면제 | 재검사   |
| 중학교 졸업      | 보충역     | 보충역     | 보충역     | 보충역     | 전시근로역 | 병역면제 | 재검사   |
| 중학교 중퇴 이하 | 전시근로역 | 전시근로역 | 전시근로역 | 전시근로역 | 전시근로역 | 병역면제 | 재검사   |

### 1993년
- 고등학교 졸업 이상 1급 ~ 3급은 현역
- 중학교 졸업 이상과 고등학교 중퇴 이하 1급 ~ 4급은 보충역.
- 그 외 1998년 ~ 2003년에도 동일함.

| 학력             | 신체등급   | 신체등급   | 신체등급   | 신체등급   | 신체등급   | 신체등급 | 신체등급 |
| 학력             | 1급        | 2급        | 3급        | 4급        | 5급        | 6급      | 7급      |
| ---------------- | ---------- | ---------- | ---------- | ---------- | ---------- | -------- | -------- |
| 대학 재학 이상   | 현역       | 현역       | 현역       | 보충역     | 전시근로역 | 병역면제 | 재검사   |
| 고등학교 졸업    | 현역       | 현역       | 현역       | 보충역     | 전시근로역 | 병역면제 | 재검사   |
| 고등학교 중퇴    | 보충역     | 보충역     | 보충역     | 보충역     | 전시근로역 | 병역면제 | 재검사   |
| 중학교 졸업      | 보충역     | 보충역     | 보충역     | 보충역     | 전시근로역 | 병역면제 | 재검사   |
| 중학교 중퇴 이하 | 전시근로역 | 전시근로역 | 전시근로역 | 전시근로역 | 전시근로역 | 병역면제 | 재검사   |

### 1992년
- 1977년 ~ 1979년, 1992년, 1994년, 2005년 : 대학 재학 이상 중 4급은 현역.
- 1992년에는 중학교 졸업 이상 1급 ~ 4급은 현역으로 되었다.
  - 그러나 같은 해 10월 30일에 고등학교 졸업 이상의 3급 ~ 4급과 고등학교 중퇴 이하의 1급 ~ 4급은 보충역으로 전환되었다.

| 학력             | 신체등급   | 신체등급   | 신체등급   | 신체등급   | 신체등급   | 신체등급 | 신체등급 |
| 학력             | 1급        | 2급        | 3급        | 4급        | 5급        | 6급      | 7급      |
| ---------------- | ---------- | ---------- | ---------- | ---------- | ---------- | -------- | -------- |
| 대학 재학 이상   | 현역       | 현역       | 현역       | 현역       | 전시근로역 | 병역면제 | 재검사   |
| 고등학교 졸업    | 현역       | 현역       | 현역       | 현역       | 전시근로역 | 병역면제 | 재검사   |
| 고등학교 중퇴    | 현역       | 현역       | 현역       | 현역       | 전시근로역 | 병역면제 | 재검사   |
| 중학교 졸업      | 현역       | 현역       | 현역       | 현역       | 전시근로역 | 병역면제 | 재검사   |
| 중학교 중퇴 이하 | 전시근로역 | 전시근로역 | 전시근로역 | 전시근로역 | 전시근로역 | 병역면제 | 재검사   |

### 1988년~1991년
- 1988년 : 초등학교(당시 국민학교) 졸업 이하는 병역판정검사 생략.
- 1988년 ~ 1991년까지 고등학교 중퇴 이하 1급 ~ 4급은 보충역.
- 1989년 : 고등학교 졸업 1급 ~ 2급 중 25세 이상은 보충역으로 전환.
- 1991년 6월 1일 : 고등학교 졸업자 중 신장 162 cm 이하, 고등학교 졸업 및 대학 재학 이상 중 안과 근시 2급 이하는 보충역으로 전환.(1990년에 병역판정검사를 받은 사람)
- 1991년 11월 15일 : 고등학교 졸업자 중 2급 이하는 보충역으로 전환.(1991년에 병역판정검사를 받은 사람)
- 1992년 1월 1일 : 중학교 중퇴 이하는 보충역(방위소집이 면제).

| 학력             | 신체등급   | 신체등급   | 신체등급   | 신체등급   | 신체등급   | 신체등급 | 신체등급 |
| 학력             | 1급        | 2급        | 3급        | 4급        | 5급        | 6급      | 7급      |
| ---------------- | ---------- | ---------- | ---------- | ---------- | ---------- | -------- | -------- |
| 대학 재학 이상   | 현역       | 현역       | 보충역     | 보충역     | 전시근로역 | 병역면제 | 재검사   |
| 고등학교 졸업    | 현역       | 현역       | 보충역     | 보충역     | 전시근로역 | 병역면제 | 재검사   |
| 고등학교 중퇴    | 보충역     | 보충역     | 보충역     | 보충역     | 전시근로역 | 병역면제 | 재검사   |
| 중학교 졸업      | 보충역     | 보충역     | 보충역     | 보충역     | 전시근로역 | 병역면제 | 재검사   |
| 중학교 중퇴 이하 | 전시근로역 | 전시근로역 | 전시근로역 | 전시근로역 | 전시근로역 | 병역면제 | 재검사   |

### 1987년
- 고등학교 졸업 이상 1급 ~ 2급은 현역, 3급 ~ 4급은 보충역.
- 중학교 졸업 및 고등학교 중퇴 1급은 현역, 2급 ~ 4급 판정자는 보충역.

| 학력             | 신체등급   | 신체등급   | 신체등급   | 신체등급   | 신체등급   | 신체등급 | 신체등급 |
| 학력             | 1급        | 2급        | 3급        | 4급        | 5급        | 6급      | 7급      |
| ---------------- | ---------- | ---------- | ---------- | ---------- | ---------- | -------- | -------- |
| 대학 재학 이상   | 현역       | 현역       | 보충역     | 보충역     | 전시근로역 | 병역면제 | 재검사   |
| 고등학교 졸업    | 현역       | 현역       | 보충역     | 보충역     | 전시근로역 | 병역면제 | 재검사   |
| 고등학교 중퇴    | 현역       | 보충역     | 보충역     | 보충역     | 전시근로역 | 병역면제 | 재검사   |
| 중학교 졸업      | 현역       | 보충역     | 보충역     | 보충역     | 전시근로역 | 병역면제 | 재검사   |
| 중학교 중퇴 이하 | 전시근로역 | 전시근로역 | 전시근로역 | 전시근로역 | 전시근로역 | 병역면제 | 재검사   |

### 1986년
| 학력             | 신체등급   | 신체등급   | 신체등급   | 신체등급   | 신체등급   | 신체등급 | 신체등급 |
| 학력             | 1급        | 2급        | 3급        | 4급        | 5급        | 6급      | 7급      |
| ---------------- | ---------- | ---------- | ---------- | ---------- | ---------- | -------- | -------- |
| 대학 재학 이상   | 현역       | 현역       | 현역       | 보충역     | 전시근로역 | 병역면제 | 재검사   |
| 고등학교 졸업    | 현역       | 현역       | 현역       | 보충역     | 전시근로역 | 병역면제 | 재검사   |
| 고등학교 중퇴    | 현역       | 현역       | 현역       | 보충역     | 전시근로역 | 병역면제 | 재검사   |
| 중학교 졸업      | 현역       | 보충역     | 보충역     | 보충역     | 전시근로역 | 병역면제 | 재검사   |
| 중학교 중퇴 이하 | 전시근로역 | 전시근로역 | 전시근로역 | 전시근로역 | 전시근로역 | 병역면제 | 재검사   |

### 1985년
| 학력             | 신체등급   | 신체등급   | 신체등급   | 신체등급   | 신체등급   | 신체등급 | 신체등급 |
| 학력             | 1급        | 2급        | 3급        | 4급        | 5급        | 6급      | 7급      |
| ---------------- | ---------- | ---------- | ---------- | ---------- | ---------- | -------- | -------- |
| 대학 재학 이상   | 현역       | 현역       | 현역       | 보충역     | 전시근로역 | 병역면제 | 재검사   |
| 고등학교 졸업    | 현역       | 현역       | 현역       | 보충역     | 전시근로역 | 병역면제 | 재검사   |
| 고등학교 중퇴    | 현역       | 현역       | 현역       | 보충역     | 전시근로역 | 병역면제 | 재검사   |
| 중학교 졸업      | 현역       | 현역       | 보충역     | 보충역     | 전시근로역 | 병역면제 | 재검사   |
| 중학교 중퇴 이하 | 전시근로역 | 전시근로역 | 전시근로역 | 전시근로역 | 전시근로역 | 병역면제 | 재검사   |

### 1984년
- 1984년부터 신체등급의 호칭이 변경되었다.
  - 갑종 → 1급
  - 1을종 → 2급
  - 2을종 → 3급
  - 3을종 → 4급
  - 병종 → 5급
  - 정종 → 6급
  - 무종 → 7급
- 대학 재학 이상 : 1급 ~ 3급은 현역, 4급은 보충역.
- 고등학교 졸업 : 1급 ~ 2급은 현역, 3급 ~ 4급은 보충역.
- 고등학교 중퇴 : 1급은 현역, 2급 ~ 4급은 보충역.

| 학력             | 신체등급   | 신체등급   | 신체등급   | 신체등급   | 신체등급   | 신체등급 | 신체등급 |
| 학력             | 1급        | 2급        | 3급        | 4급        | 5급        | 6급      | 7급      |
| ---------------- | ---------- | ---------- | ---------- | ---------- | ---------- | -------- | -------- |
| 대학 재학 이상   | 현역       | 현역       | 현역       | 보충역     | 전시근로역 | 병역면제 | 재검사   |
| 고등학교 졸업    | 현역       | 현역       | 보충역     | 보충역     | 전시근로역 | 병역면제 | 재검사   |
| 고등학교 중퇴    | 현역       | 보충역     | 보충역     | 보충역     | 전시근로역 | 병역면제 | 재검사   |
| 중학교 졸업      | 현역       | 보충역     | 보충역     | 보충역     | 전시근로역 | 병역면제 | 재검사   |
| 중학교 중퇴 이하 | 전시근로역 | 전시근로역 | 전시근로역 | 전시근로역 | 전시근로역 | 병역면제 | 재검사   |

### 1980년~1983년
- 대학 재학 이상 중 갑종, 1을종, 2을종은 현역 (각각 현재의 1급, 2급, 3급).
  - 3을종(4급) 판정을 받은 경우에는 보충역.
- 고등학교 졸업 이하 중 갑종(1급)은 현역.
  - 1을종, 2을종, 3을종(각각 현재의 2급, 3급, 4급)은 보충역.

| 학력             | 신체등급   | 신체등급   | 신체등급   | 신체등급   | 신체등급   | 신체등급 | 신체등급 |
| 학력             | 갑종       | 1을종      | 2을종      | 3을종      | 병종       | 정종     | 무종     |
| ---------------- | ---------- | ---------- | ---------- | ---------- | ---------- | -------- | -------- |
| 대학 재학 이상   | 현역       | 현역       | 현역       | 보충역     | 전시근로역 | 병역면제 | 재검사   |
| 고등학교 졸업    | 현역       | 보충역     | 보충역     | 보충역     | 전시근로역 | 병역면제 | 재검사   |
| 고등학교 중퇴    | 현역       | 보충역     | 보충역     | 보충역     | 전시근로역 | 병역면제 | 재검사   |
| 중학교 졸업      | 현역       | 보충역     | 보충역     | 보충역     | 전시근로역 | 병역면제 | 재검사   |
| 중학교 중퇴 이하 | 전시근로역 | 전시근로역 | 전시근로역 | 전시근로역 | 전시근로역 | 병역면제 | 재검사   |

### 1977년~1979년
- 대학 재학 이상 중 3을종(4급)은 현역. 그 외 1992년, 1994년, 2005년에도 동일함.
- 중학교 중퇴 이하는 전시근로역.

| 학력             | 신체등급   | 신체등급   | 신체등급   | 신체등급   | 신체등급   | 신체등급 | 신체등급 |
| 학력             | 갑종       | 1을종      | 2을종      | 3을종      | 병종       | 정종     | 무종     |
| ---------------- | ---------- | ---------- | ---------- | ---------- | ---------- | -------- | -------- |
| 대학 재학 이상   | 현역       | 현역       | 현역       | 현역       | 전시근로역 | 병역면제 | 재검사   |
| 고등학교 졸업    | 현역       | 현역       | 보충역     | 보충역     | 전시근로역 | 병역면제 | 재검사   |
| 고등학교 중퇴    | 현역       | 현역       | 보충역     | 보충역     | 전시근로역 | 병역면제 | 재검사   |
| 중학교 졸업      | 현역       | 현역       | 보충역     | 보충역     | 전시근로역 | 병역면제 | 재검사   |
| 중학교 중퇴 이하 | 전시근로역 | 전시근로역 | 전시근로역 | 전시근로역 | 전시근로역 | 병역면제 | 재검사   |

### 1974년~1976년
- 대학 재학 이상
  - 갑종, 1을종, 2을종(각각 현재의 1급, 2급, 3급) : 현역
  - 3을종(4급) : 보충역
- 중학교 졸업 이상 및 고등학교 졸업 이하
  - 갑종, 1을종(각각 현재의 1급, 2급) : 현역
  - 2을종, 3을종(각각 현재의 3급, 4급) : 보충역.
- 1976년 이전 국민학교 졸업자와 중학교 중퇴 이하
  - 갑종(1급) : 현역
  - 1을종, 2을종, 3을종(각각 현재의 2급, 3급, 4급) : 보충역

| 학력               | 신체등급   | 신체등급   | 신체등급   | 신체등급   | 신체등급   | 신체등급 | 신체등급 |
| 학력               | 갑종       | 1을종      | 2을종      | 3을종      | 병종       | 정종     | 무종     |
| ------------------ | ---------- | ---------- | ---------- | ---------- | ---------- | -------- | -------- |
| 대학 재학 이상     | 현역       | 현역       | 현역       | 보충역     | 전시근로역 | 병역면제 | 재검사   |
| 고등학교 졸업      | 현역       | 현역       | 보충역     | 보충역     | 전시근로역 | 병역면제 | 재검사   |
| 고등학교 중퇴      | 현역       | 현역       | 보충역     | 보충역     | 전시근로역 | 병역면제 | 재검사   |
| 중학교 졸업        | 현역       | 현역       | 보충역     | 보충역     | 전시근로역 | 병역면제 | 재검사   |
| 중학교 중퇴        | 현역       | 보충역     | 보충역     | 보충역     | 전시근로역 | 병역면제 | 재검사   |
| 국민학교 졸업      | 현역       | 보충역     | 보충역     | 보충역     | 전시근로역 | 병역면제 | 재검사   |
| 국민학교 중퇴 이하 | 전시근로역 | 전시근로역 | 전시근로역 | 전시근로역 | 전시근로역 | 병역면제 | 재검사   |

### 1973년
- 중학교 졸업 이상
  - 갑종, 1을종, 2을종(각각 현재의 1급, 2급, 3급) :현역
  - 3을종(4급) : 보충역
  - 그 외 1995년 ~ 1996년, 2004년 이후에도 동일함.
- 1973년 이전 국민학교 졸업자와 중학교 중퇴 이하
  - 갑종(1급) : 현역
  - 1을종, 2을종, 3을종(각각 현재의 2급, 3급, 4급) : 보충역

| 학력               | 신체등급   | 신체등급   | 신체등급   | 신체등급   | 신체등급   | 신체등급 | 신체등급 |
| 학력               | 갑종       | 1을종      | 2을종      | 3을종      | 병종       | 정종     | 무종     |
| ------------------ | ---------- | ---------- | ---------- | ---------- | ---------- | -------- | -------- |
| 대학 재학 이상     | 현역       | 현역       | 현역       | 보충역     | 전시근로역 | 병역면제 | 재검사   |
| 고등학교 졸업      | 현역       | 현역       | 현역       | 보충역     | 전시근로역 | 병역면제 | 재검사   |
| 고등학교 중퇴      | 현역       | 현역       | 현역       | 보충역     | 전시근로역 | 병역면제 | 재검사   |
| 중학교 졸업        | 현역       | 현역       | 현역       | 보충역     | 전시근로역 | 병역면제 | 재검사   |
| 중학교 중퇴        | 현역       | 보충역     | 보충역     | 보충역     | 전시근로역 | 병역면제 | 재검사   |
| 국민학교 졸업      | 현역       | 보충역     | 보충역     | 보충역     | 전시근로역 | 병역면제 | 재검사   |
| 국민학교 중퇴 이하 | 전시근로역 | 전시근로역 | 전시근로역 | 전시근로역 | 전시근로역 | 병역면제 | 재검사   |

### 1972년
- 국민학교 졸업 이상
  - 갑종, 1을종, 2을종(각각 현재의 1급, 2급, 3급) :현역
  - 3을종(4급) : 보충역
- 국민학교 중퇴 이하
  - 갑종(1급) : 현역
  - 1을종, 2을종, 3을종(각각 현재의 2급, 3급, 4급) : 보충역

| 학력               | 신체등급 | 신체등급 | 신체등급 | 신체등급 | 신체등급   | 신체등급 | 신체등급 |
| 학력               | 갑종     | 1을종    | 2을종    | 3을종    | 병종       | 정종     | 무종     |
| ------------------ | -------- | -------- | -------- | -------- | ---------- | -------- | -------- |
| 대학 재학 이상     | 현역     | 현역     | 현역     | 보충역   | 전시근로역 | 병역면제 | 재검사   |
| 고등학교 졸업      | 현역     | 현역     | 현역     | 보충역   | 전시근로역 | 병역면제 | 재검사   |
| 고등학교 중퇴      | 현역     | 현역     | 현역     | 보충역   | 전시근로역 | 병역면제 | 재검사   |
| 중학교 졸업        | 현역     | 현역     | 현역     | 보충역   | 전시근로역 | 병역면제 | 재검사   |
| 중학교 중퇴        | 현역     | 현역     | 현역     | 보충역   | 전시근로역 | 병역면제 | 재검사   |
| 국민학교 졸업      | 현역     | 현역     | 현역     | 보충역   | 전시근로역 | 병역면제 | 재검사   |
| 국민학교 중퇴 이하 | 현역     | 보충역   | 보충역   | 보충역   | 전시근로역 | 병역면제 | 재검사   |

### 1971년
- 중학교 졸업 이상
  - 갑종, 1을종, 2을종(각각 현재의 1급, 2급, 3급) :현역
  - 3을종(4급) : 보충역
  - 그 외 1995년 ~ 1996년, 2004년 이후에도 동일함.
- 1973년 이전 국민학교 졸업자와 중학교 중퇴 이하
  - 갑종(1급) : 현역
  - 1을종, 2을종, 3을종(각각 현재의 2급, 3급, 4급) : 보충역

| 학력               | 신체등급 | 신체등급 | 신체등급 | 신체등급 | 신체등급   | 신체등급 | 신체등급 |
| 학력               | 갑종     | 1을종    | 2을종    | 3을종    | 병종       | 정종     | 무종     |
| ------------------ | -------- | -------- | -------- | -------- | ---------- | -------- | -------- |
| 대학 재학 이상     | 현역     | 현역     | 현역     | 보충역   | 전시근로역 | 병역면제 | 재검사   |
| 고등학교 졸업      | 현역     | 현역     | 현역     | 보충역   | 전시근로역 | 병역면제 | 재검사   |
| 고등학교 중퇴      | 현역     | 현역     | 현역     | 보충역   | 전시근로역 | 병역면제 | 재검사   |
| 중학교 졸업        | 현역     | 현역     | 현역     | 보충역   | 전시근로역 | 병역면제 | 재검사   |
| 중학교 중퇴        | 현역     | 현역     | 보충역   | 보충역   | 전시근로역 | 병역면제 | 재검사   |
| 국민학교 졸업      | 현역     | 현역     | 보충역   | 보충역   | 전시근로역 | 병역면제 | 재검사   |
| 국민학교 중퇴 이하 | 현역     | 보충역   | 보충역   | 보충역   | 전시근로역 | 병역면제 | 재검사   |

### 1970년
- 국민학교 졸업 이상
  - 갑종, 1을종, 2을종(각각 현재의 1급, 2급, 3급) :현역
  - 3을종(4급) : 보충역
- 국민학교 중퇴 이하
  - 갑종(1급) : 현역
  - 1을종, 2을종, 3을종(각각 현재의 2급, 3급, 4급) : 보충역

| 학력               | 신체등급 | 신체등급 | 신체등급 | 신체등급 | 신체등급   | 신체등급 | 신체등급 |
| 학력               | 갑종     | 1을종    | 2을종    | 3을종    | 병종       | 정종     | 무종     |
| ------------------ | -------- | -------- | -------- | -------- | ---------- | -------- | -------- |
| 대학 재학 이상     | 현역     | 현역     | 현역     | 보충역   | 전시근로역 | 병역면제 | 재검사   |
| 고등학교 졸업      | 현역     | 현역     | 현역     | 보충역   | 전시근로역 | 병역면제 | 재검사   |
| 고등학교 중퇴      | 현역     | 현역     | 현역     | 보충역   | 전시근로역 | 병역면제 | 재검사   |
| 중학교 졸업        | 현역     | 현역     | 현역     | 보충역   | 전시근로역 | 병역면제 | 재검사   |
| 중학교 중퇴        | 현역     | 현역     | 현역     | 보충역   | 전시근로역 | 병역면제 | 재검사   |
| 국민학교 졸업      | 현역     | 현역     | 현역     | 보충역   | 전시근로역 | 병역면제 | 재검사   |
| 국민학교 중퇴 이하 | 현역     | 보충역   | 보충역   | 보충역   | 전시근로역 | 병역면제 | 재검사   |

### 1970년대 이전
- 1970년대 이전의 갑종, 을종 판정자는 학력에 따른 현역, 보충역의 병역처분기준 확인이 어렵다.

#### 1963년~1969년
- 1962년에 병역판정검사를 받은 사람 중 4을종, 5을종 판정자는 병종으로 편입, 전시근로역으로 전환.

| 학력 | 신체등급                       | 신체등급                       | 신체등급                       | 신체등급                       | 신체등급   | 신체등급 | 신체등급   |
| 학력 | 갑종                           | 1을종                          | 2을종                          | 3을종                          | 병종       | 정종     | 무종       |
| ---- | ------------------------------ | ------------------------------ | ------------------------------ | ------------------------------ | ---------- | -------- | ---------- |
| 무관 | 합격(현역/제1보충역/제2보충역) | 합격(현역/제1보충역/제2보충역) | 합격(현역/제1보충역/제2보충역) | 합격(현역/제1보충역/제2보충역) | 전시근로역 | 병역면제 | 재검사대상 |

#### 1962년
- 1962년 병역판정검사 신체등급은 9개 등급이었다.
- 1930년 1월 1일 이후 출생자 중 1962년 10월 1일 이전까지 시행된 병역법에 의해 현역으로 처분받고 입영하지 않은 자는 제1보충역에 편입하여 보궐입영하도록 조치되었다.(1961년 현역편입자와 국토건설단 해당자는 제외되었다.)

| 학력 | 신체등급                                                   | 신체등급                                                   | 신체등급                                                   | 신체등급                                                   | 신체등급                                                   | 신체등급                                                   | 신체등급   | 신체등급 | 신체등급   |
| 학력 | 갑종                                                       | 1을종                                                      | 2을종                                                      | 3을종                                                      | 4을종                                                      | 5을종                                                      | 병종       | 정종     | 무종       |
| ---- | ---------------------------------------------------------- | ---------------------------------------------------------- | ---------------------------------------------------------- | ---------------------------------------------------------- | ---------------------------------------------------------- | ---------------------------------------------------------- | ---------- | -------- | ---------- |
| 무관 | 합격(현역) (1962년 10월 1일 이후 현역/제1보충역/제2보충역) | 합격(현역) (1962년 10월 1일 이후 현역/제1보충역/제2보충역) | 합격(현역) (1962년 10월 1일 이후 현역/제1보충역/제2보충역) | 합격(현역) (1962년 10월 1일 이후 현역/제1보충역/제2보충역) | 합격(현역) (1962년 10월 1일 이후 현역/제1보충역/제2보충역) | 합격(현역) (1962년 10월 1일 이후 현역/제1보충역/제2보충역) | 전시근로역 | 병역면제 | 재검사대상 |

#### 1961년
- 병종 판정을 받은 공무원에 대한 재신체검사가 있었다.
- 1961년 병역의무 불이행자 자수신고기간으로 정한 6월 21일부터 6월 30일 사이에 신고한 자수자 128,422명에 대한 신체검사가 있었다.

| 학력 | 신체등급   | 신체등급   | 신체등급   | 신체등급   | 신체등급 | 신체등급   |
| 학력 | 갑종       | 1을종      | 2을종      | 병종       | 정종     | 무종       |
| ---- | ---------- | ---------- | ---------- | ---------- | -------- | ---------- |
| 무관 | 합격(현역) | 합격(현역) | 합격(현역) | 전시근로역 | 병역면제 | 재검사대상 |

#### 1958년~1960년
- 1958년 2월 24일, 1950~1957년 병역판정검사에서의 병종 판정자 45,000명에 대한 판정취소 후, 재검사 조치가 있었다.

| 학력 | 신체등급   | 신체등급   | 신체등급   | 신체등급   | 신체등급   | 신체등급 | 신체등급   |
| 학력 | 갑종       | 1을종      | 2을종      | 3을종      | 병종       | 정종     | 무종       |
| ---- | ---------- | ---------- | ---------- | ---------- | ---------- | -------- | ---------- |
| 무관 | 합격(현역) | 합격(현역) | 합격(현역) | 합격(현역) | 전시근로역 | 병역면제 | 재검사대상 |

#### 1957년
- 1957년 8월 개정 병역법 시행으로 보충병역 제도가 폐지되었다.

| 학력 | 신체등급                           | 신체등급                           | 신체등급                           | 신체등급   | 신체등급 | 신체등급   |
| 학력 | 갑종                               | 1을종                              | 2을종                              | 병종       | 정종     | 무종       |
| ---- | ---------------------------------- | ---------------------------------- | ---------------------------------- | ---------- | -------- | ---------- |
| 무관 | 합격(현역/제1보충병역/제2보충병역) | 합격(현역/제1보충병역/제2보충병역) | 합격(현역/제1보충병역/제2보충병역) | 전시근로역 | 병역면제 | 재검사대상 |

#### 1956년
| 학력 | 신체등급                           | 신체등급                           | 신체등급   | 신체등급 | 신체등급   | 신체등급 |
| 학력 | 갑종                               | 1을종                              | 병종       | 정종     | 무종       |          |
| ---- | ---------------------------------- | ---------------------------------- | ---------- | -------- | ---------- | -------- |
| 무관 | 합격(현역/제1보충병역/제2보충병역) | 합격(현역/제1보충병역/제2보충병역) | 전시근로역 | 병역면제 | 재검사대상 |          |

#### 1950년~1955년
- 1950년 : 징병제 시행에 의해 병역판정검사를 최초로 실시한 해이다. 당시 10만명 수준의 국군병력 제한으로 인한 징병제 중단으로 병역판정검사가 중단되었다. 그러나 같은 해 6월 6.25 전쟁 발발로 인해 가두 징병 형태로 징집을 하였다.
- 1952년 : 징병제를 다시 실시하면서 병역판정검사가 시행되었다.

| 학력 | 신체등급                           | 신체등급                           | 신체등급                           | 신체등급   | 신체등급 | 신체등급   |
| 학력 | 갑종                               | 1을종                              | 2을종                              | 병종       | 정종     | 무종       |
| ---- | ---------------------------------- | ---------------------------------- | ---------------------------------- | ---------- | -------- | ---------- |
| 무관 | 합격(현역/제1보충병역/제2보충병역) | 합격(현역/제1보충병역/제2보충병역) | 합격(현역/제1보충병역/제2보충병역) | 전시근로역 | 병역면제 | 재검사대상 |

## 거주지에 따른 병역판정검사 검사지
현재 병무청에서는 지방청 산하 병역판정검사장에서 검사를 실시하고 있다.
| 거주지                             | 지방병무청         | 지방병무청         | 주소                                      |
| ---------------------------------- | ------------------ | ------------------ | ----------------------------------------- |
| 서울특별시                         | 서울지방병무청     | 서울지방병무청     | 서울특별시 영등포구 여의대방로43길 13     |
| 경기도 남부                        | 경인지방병무청     | 본청               | 경기도 수원시 팔달구 고화로 120           |
| 인천광역시 경기도 서부             | 경인지방병무청     | 인천병무지청       | 인천광역시 미추홀구 노적산로 76           |
| 경기도 북부                        | 경인지방병무청     | 경기북부병무지청   | 경기도 의정부시 전좌로 76                 |
| 강원특별자치도 영서 지방           | 강원지방병무청     | 본청               | 강원특별자치도 춘천시 백령로 15           |
| 강원특별자치도 영동 지방           | 강원지방병무청     | 강원영동병무지청   | 강원특별자치도 강릉시 율곡로 2705         |
| 대전광역시 세종특별자치시 충청남도 | 대전충남지방병무청 | 대전충남지방병무청 | 대전광역시 중구 중앙로16번길 5            |
| 충청북도                           | 충북지방병무청     | 충북지방병무청     | 충청북도 청주시 서원구 남사로 33          |
| 광주광역시 전라남도                | 광주전남지방병무청 | 광주전남지방병무청 | 광주광역시 동구 양림로119번길 8           |
| 전북특별자치도                     | 전북지방병무청     | 전북지방병무청     | 전북특별자치도 전주시 완산구 관선3길 14   |
| 부산광역시 울산광역시              | 부산지방병무청     | 부산지방병무청     | 부산광역시 수영구 연수로 301              |
| 경상남도                           | 경남지방병무청     | 경남지방병무청     | 경상남도 창원시 의창구 중앙대로250번길 13 |
| 대구광역시 경상북도                | 대구경북지방병무청 | 대구경북지방병무청 | 대구광역시 동구 동내로 63                 |
| 제주특별자치도                     | 제주지방병무청     | 제주지방병무청     | 제주특별자치도 제주시 청사로 59, 3층      |

※ 관할 지방병무청 병역판정검사가 없는 기간에 병역판정검사를 받고자 하는 경우 인근 지방병무청으로 선택할 수 있다.
- 강원지방병무청↔경인지방병무청 경기북부병무지청
- 대전충남지방병무청↔충북지방병무청
- 광주전남지방병무청↔전북지방병무청
- 경남지방병무청→부산지방병무청

## 참고 자료

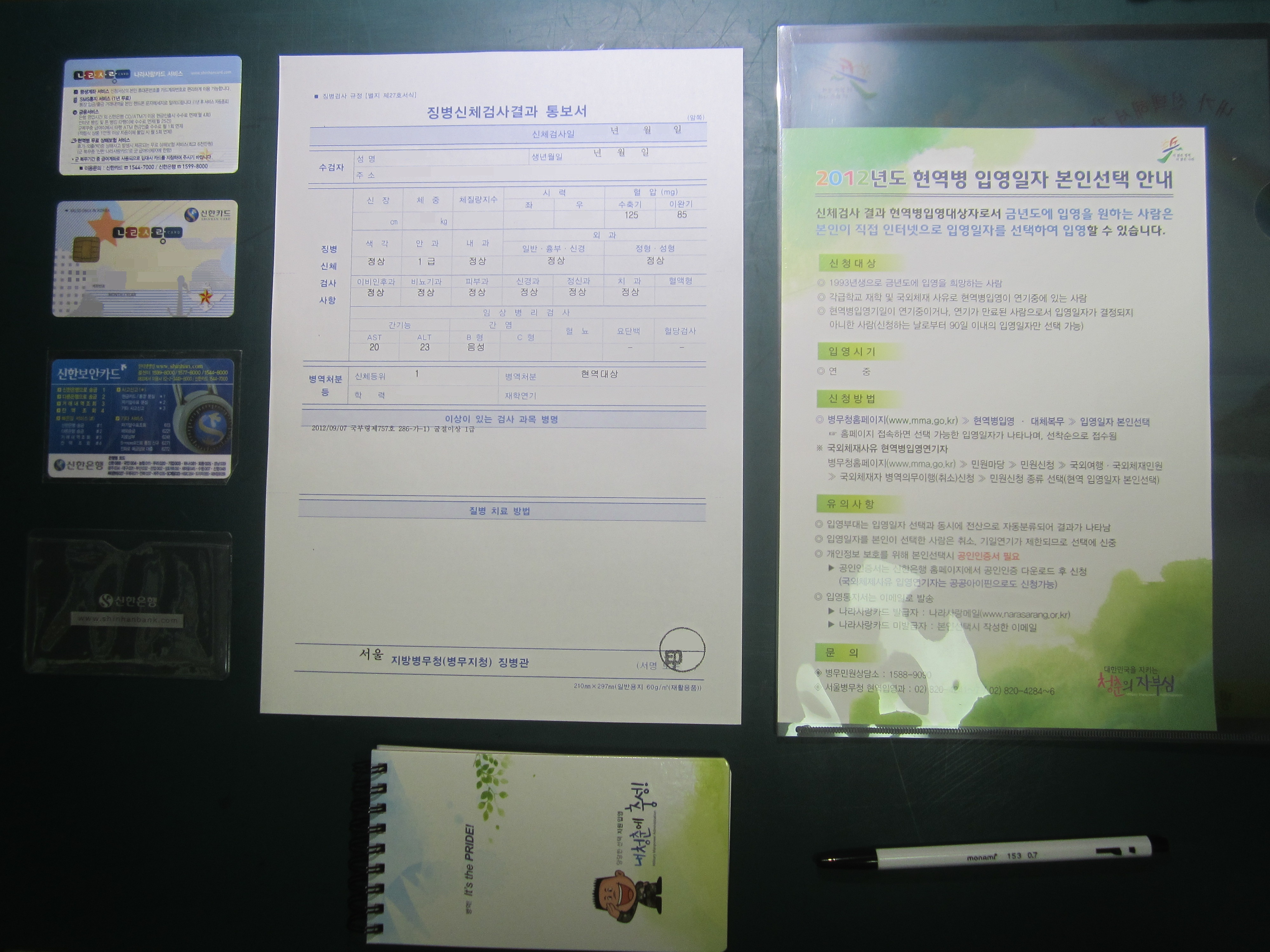
병역판정검사 후 지급되는 물품들

2016년 기준 병역판정검사 결과 후 각 지방병무청에서 지급되는 물품은 다음과 같다.
- 나라사랑카드(중소기업은행이나 KB국민은행 중 택1)[20], 은행계좌 보안카드(선택)
- 병역판정검사결과 통보서
- (현역병 입영 대상인 경우)입영일자 본인선택 안내서
- (재검대상인 경우)재검일시 확인안내서
- (현역병 입영 대상안 경우)병무수첩
- 볼펜

## 법령
법에는 각기 그에 따른 시행령과 시행규칙이 있다. 앞으로 시행될 예정인 법안도 통과 절차별로 확인할 수 있다.
1. 법제처 '국가법령정보센터'-부칙과 별도 서식까지 확인 가능.
2. 대한민국 통계청 보관됨 2011-04-26 - 웨이백 머신 정무- 국방,병무 통계

## 같이 보기
- 나라사랑카드
- 대한민국의 병역 제도
- 대한민국 병역법
- 병역판정 신체검사 등 검사규칙